# De Små Kyklader
De Små Kyklader (: Μικρές Κυκλάδες) er en øgruppe i øgruppen Kykladerne. Den ligger sydøst for Naxos og omfatter 32 øer og klipper. Hovedøerne er Ano Koufonisi, Kato Koufonisi , Irakleia, Schoinoussa, Donoussa og Keros. Den største af dem er Irakleia med et areal på 18 km2, og den mest befolkede er Ano Koufonisi med en befolkning på 399 ifølge folketællingen i 2011. Kun fire af dem er beboede, Ano Koufonisi, Irakleia, Donousa og Schoinoussa. Øen Kato Antikeri har også to indbyggere. Administrativt hører øerne til Naxos og De Små Kyklader kommune bortset fra øerne Ano og Kato Antikeri, der tilhører kommunen Amorgos.

## Historie
Under den seneste istid blev de fleste af øerne i Kykladerne forenet til en stor landmasse. Efter at havniveauet steg i ca. 9.000 f.Kr. oversvømmede det Det Ægæiske Hav landmassen for at danne de mange små øer, og det er her, øhavet får sin nutidige form.
De små Kyklader har været beboet siden stenalderen. Øerne blomstrede i den tidlige bronzealder, da den kykladiske kultur dukkede op. Øen Keros var et af de vigtigste steder for kykladisk kultur og har givet navn til den tidlige periode af kykladisk kultur, kendt som Keros-Syros kulturen. Øerne fortsatte med at være befolket derefter. På øerne, især på Schoinoussa og Irakleia, kan der findes ruiner fra Oldtidens Grækenland og den romerske periode. Øerne led af pirateri både i middelalderen og i moderne tid, hvilket førte til, at øerne til gengæld blev affolket og koloniseret igen af hyrder fra Amorgos. I det 11. århundrede blev de fleste af øerne i De Små Kyklader givet som ejendom til Hozoviotissa-klosteret (de) i Amorgos. Klostret har stadig store områder på øerne som sin ejendom. Øerne i dag er blevet udviklet som et populært turistmål.